# Pistoia (provins)
Pistoia är en provins i den italienska regionen Toscana och dess huvudort är Pistoia. Provinsen etablerades 1927 genom en utbrytning av kommuner ur provinsen Florens och kommunen Tizzana från provinsen  Prato.

## Administrativ indelning
Provinsen Pistoia är indelad i 20 kommuner. Alla kommuner finns i lista över kommuner i provinsen Pistoia.
| Datum          | Ny kommun             | Kommuner som upphörde               |
| -------------- | --------------------- | ----------------------------------- |
| 1 januari 2017 | Abetone Cutigliano    | Abetone och Cutigliano              |
| 1 januari 2017 | San Marcello Piteglio | Piteglio och San Marcello Pistoiese |

## Geografi
Provinsen Pistoia gränsar:
- i norr mot provinserna Modena och Bologna
- i öst mot provinsen Prato
- i syd mot provinsen Florens
- i väst mot provinsen Lucca